# 探査車

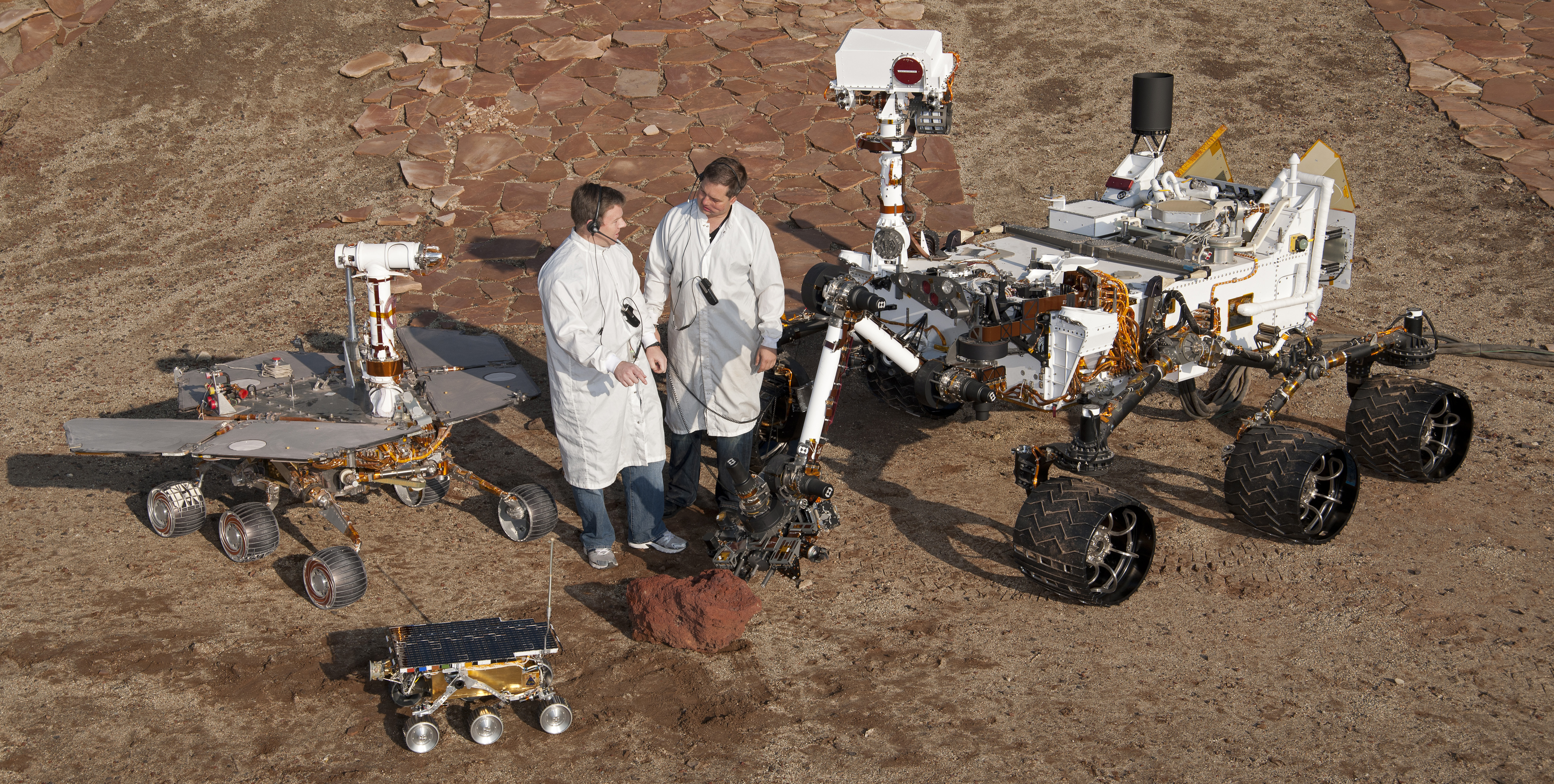
3台の火星探査車、ソジャーナ、MER、キュリオシティ。

探査車、もしくはローバー（rover）とは、宇宙開発において地球外の天体の表面を移動し、観測するために使われる車両。幾つかの探査車は宇宙飛行士の移動を行うために設計されているが、多くのものは部分的、あるいは全体が自律型ロボットである。探査車は着陸機の形式の宇宙機に乗せられて探査対象の天体表面に到達する。

## 特徴
探査車は移動ができない着陸機に比べ、より多くの地域を探査でき、可動であることで機能をより意義深い方向に向けることができるなど、幾つかの利点を持っている。太陽光パネルで電力を得ていれば冬の期間を乗り切るために日当たりのよい場所に移動することが可能になる。また、探査車は情報伝達速度が有限であるために半自律を必要とする遠隔機器のよりよい運用についての知識を拡充する。
軌道周回機よりも大きな利点として、微視的な観点から観測でき、物理的な実験を行うことができる。軌道周回機とくらべた探査車の欠点は着陸などのリスクにより失敗の可能性が高いこと、観測地点はおおよそ着陸地点の周辺に限られることなどがあげられる。

## 特性
探査車は他の天体に到達し、地球上とは大きく異なる状況で利用されるため、設計上の幾つかの要求を満たすように作られている。

### 信頼性
探査車は強い加速度、高温や低温、気圧の変化、塵、腐食、宇宙線などへ耐えることが必要で、調査に必要な期間、修理なしに動き続けることが必要である。

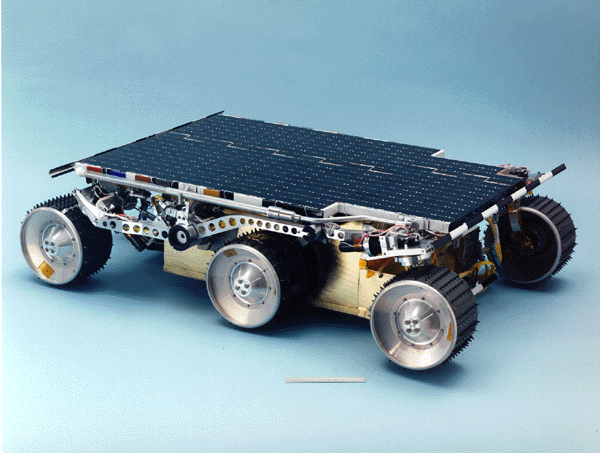
巡航設定のソジャーナ

### コンパクト
探査車は多くが限りある宇宙機の容積に搭載物として乗せるために小さく詰め込み、展開する必要がある。また宇宙機に取り付けられており、これらの接続を解除するための機器が導入されている。

### 自律
他の天体に着陸した探査車は地球からの距離が非常に大きく、電波の速度がリアルタイムや近リアルタイム通信には遅すぎるためリアルタイムでの遠隔操作は不可能である。例えば、火星から地球への信号の到達には3分から21分かかる。探査車はナビやデータ収集が想定されるまで運用センターからの小さな操作で自律的に運用できるが、一方で彼らは目標を識別してどう航行するか、太陽エネルギーを最大にするためどのように位置するか決定するかなど人間の操作を必要である。探査車に単純な区別をするためのいくらかの初歩的な視覚的識別能力を与えることで運用者の探査のスピードアップを可能にする。

## 歴史

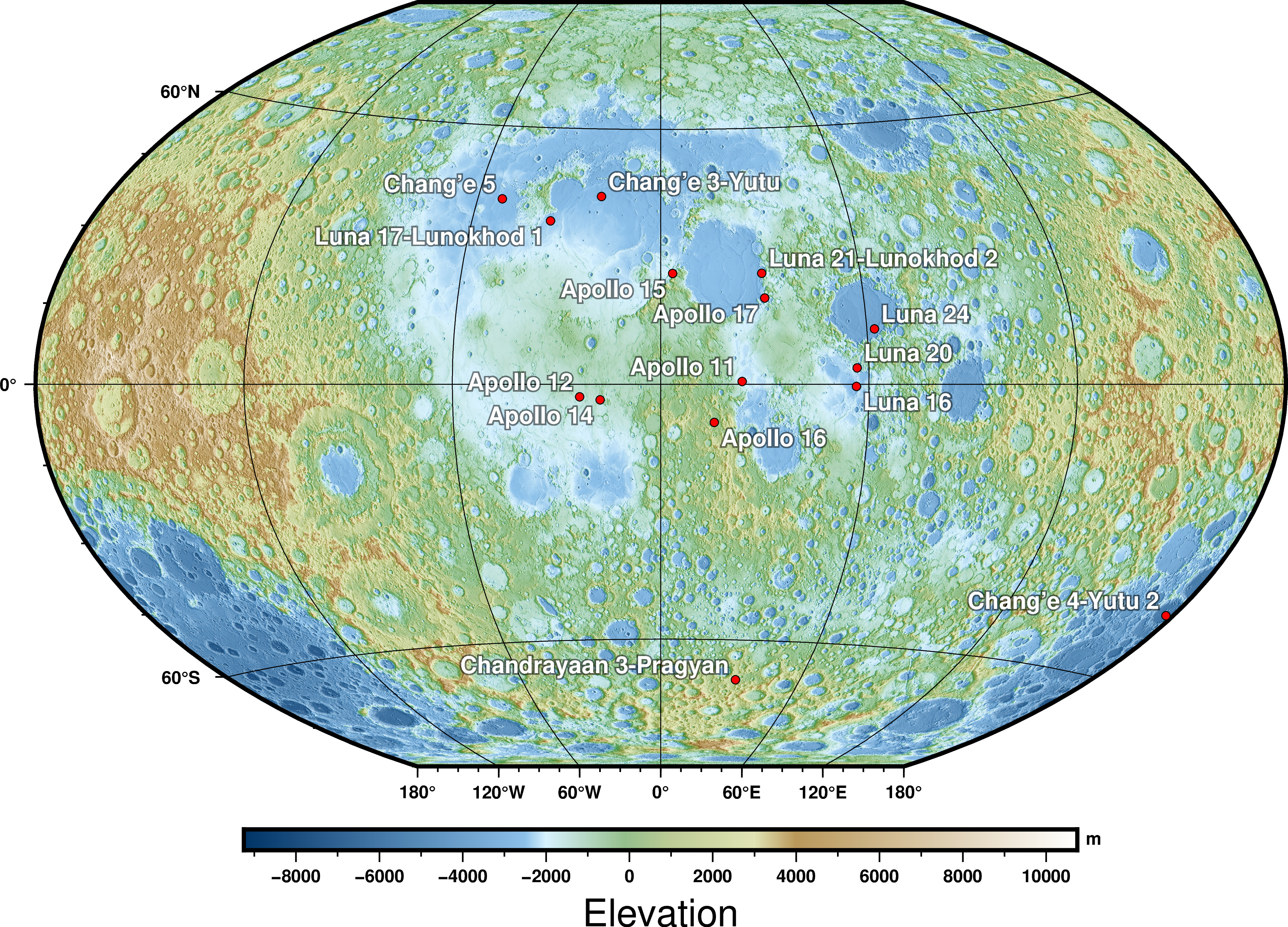
アポロとルノホートの着陸地点

### ルノホート1A
ソビエトの探査車は世界初の地球外(月)での遠隔操作探査車となることを意図したが、1969年2月19日に打ち上げが失敗して破壊された。

### ルノホート1号
ルノホート1号は地球外に到達した世界初の探査車である。ソビエト連邦はルノホート1号をルナ17号に乗せて1970年11月10日に打ち上げ、11月15日に月周回軌道に到達した。宇宙機は11月17日に雨の海に軟着陸した。着陸機はルノホート1号が月面に降りるためのスロープを持っており、月面への到着は6時28分UTに行われた。
1970年11月17日から1970年11月22日までの間に探査車は197mを移動し、10回の通信によって14枚の月面の近接写真と、12枚のパノラマ画像を地球に送った。また、月面の土壌を分析した。最後の通信成功は1971年9月14日であった。11か月にわたって稼働し、この記録はMERが新しい記録を打ち立てるまで30年にわたって保持された。

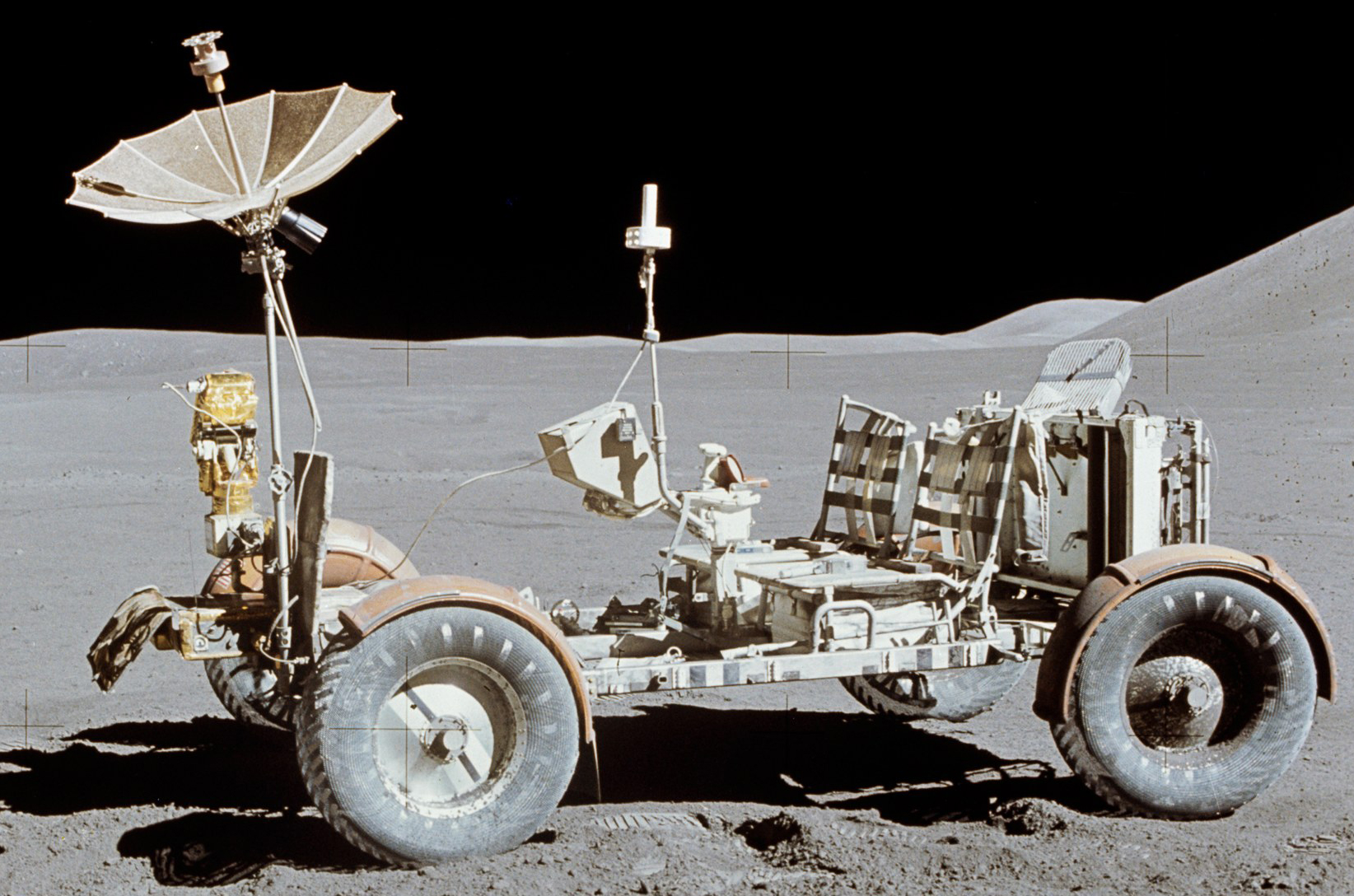
アポロ15号ローバー

### LRV
NASAはアポロ15号、アポロ16号、アポロ17号で3台のLRVを月に送っている。これらの探査車は遠隔操作ではなく、宇宙飛行士が搭乗して運転するために製造された。

### ルノホート2号

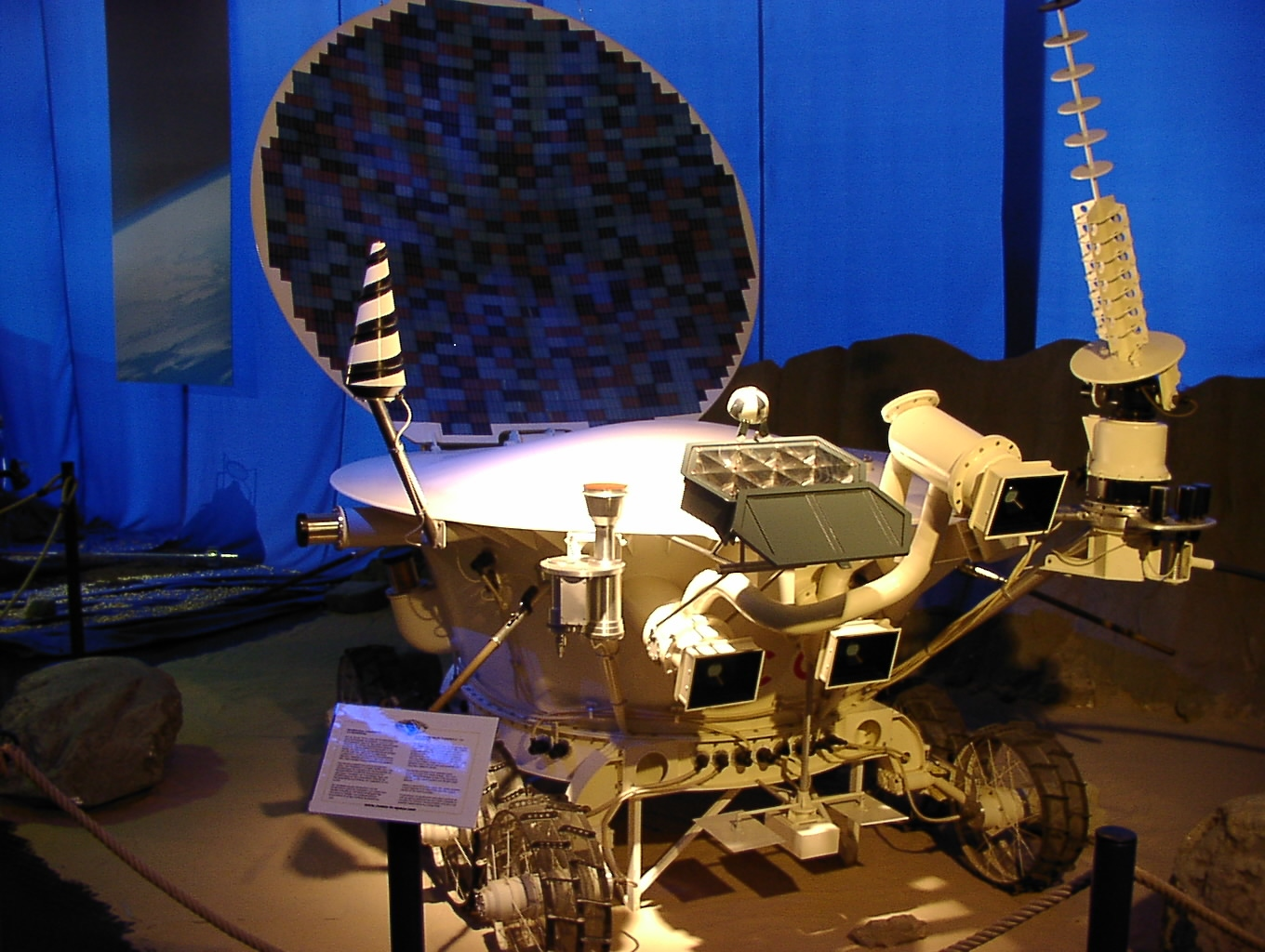
ルノホート2号

ルノホート2号はソビエト連邦がルノホート計画の2号機として月に投入した無人探査車。遠隔操作探査ロボットとして他の天体に投入された2機目の探査車であった。ソビエト連邦は1973年1月8日にルナ21号と共にルノホート2号を打ち上げ、月周回軌道には1月12日に投入、1月15日に晴れの海東端に軟着陸した。月面での運用は1973年1月16日から始まった。着陸用の傾斜路を下り、1時14分に月面に降りた。その後4ヶ月にわたって運用され、37kmを走行し、86枚のパノラマ画像と80,000枚のTV写真を地球に送り、月の土壌の調査も行った。

### プロップMローバー
マルス2号とマルス3号には着陸機計画があり、探査車は4.5kgと小型であった。探査機は着陸機と15mのケーブルで繋がれており、火星表面をスキーで移動する計画であった。地球からの信号による遠隔操作を行うには距離が遠すぎるため、自動的に障害を避けるために2つの小さな金属棒が用いられた。探査車は着陸後にマニピュレーターアームで表面に下ろされる計画であり、カメラの視野内を移動させ、1.5mごとに測定を行う予定だった。火星の土に残る移動痕が火星の土壌特性を決めるために記録された。着陸に失敗したために探査車が展開されることはなかった。

### ルノホート3号
ソ連は1977年3機目の遠隔操作型月探査車を月に送る計画を持っていたが、打ち上げ可能機がなく、ロケットも探査車も製造する資金が足りなかったために計画は中止された。

### マルソホート
マルソホートはソ連が火星探査のために計画した大型探査車。遠隔操作と自動操作のハイブリッドの計画で、マルス4MNの一部として計画され、1970年時点の予定では1973年に、未成のN-1で打ち上げられる予定であった。

### ソジャーナ

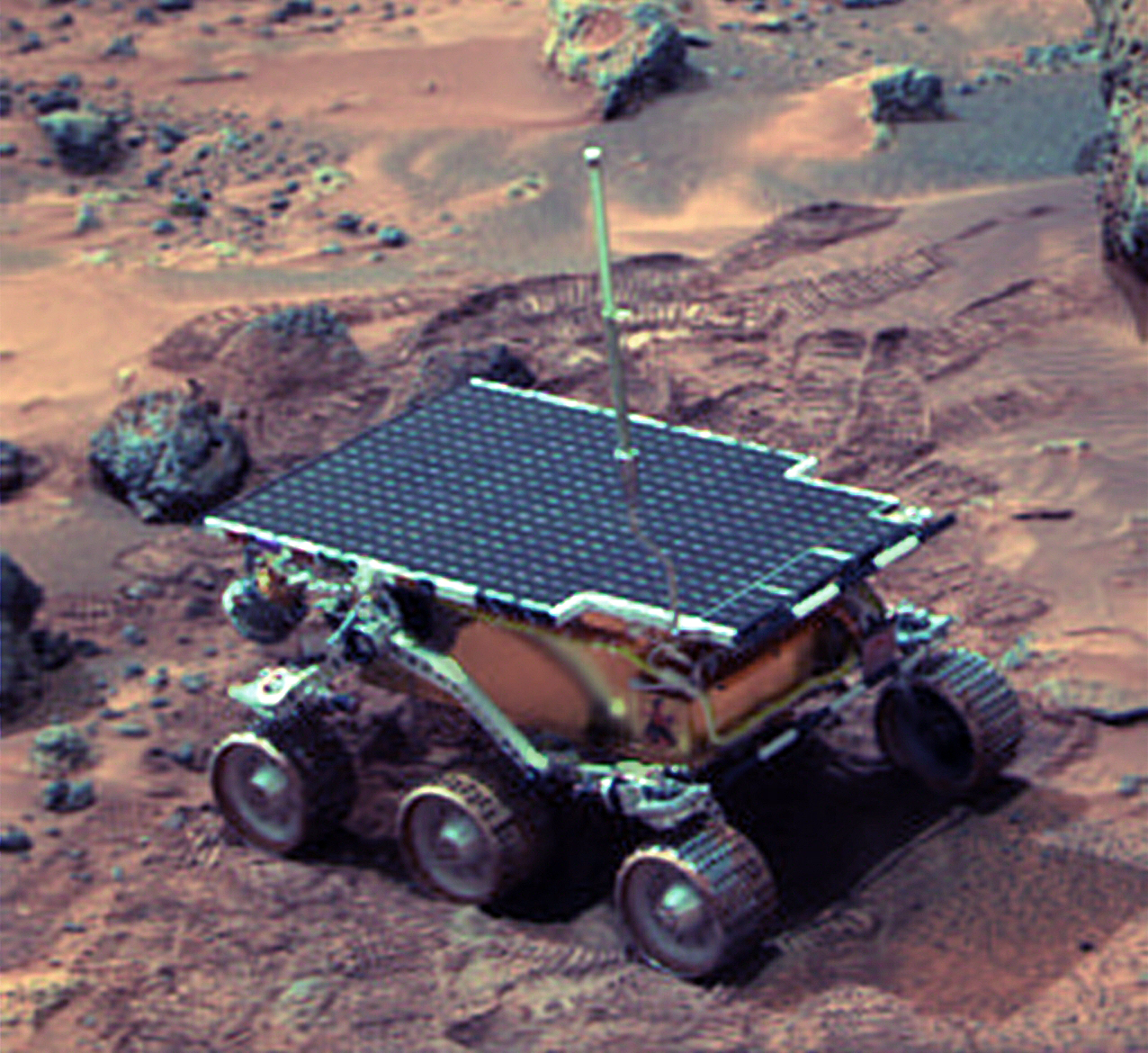
火星におけるソジャーナ

マーズ・パスファインダーでは着陸機とソジャーナと呼ばれる探査車が火星に送られ、これは他の惑星に成功裏に投入された最初の探査車となった。NASAはマーズ・パスファインダーを1996年12月4日に打ち上げ、1997年7月4日に火星のクリュセ平原と呼ばれる地域に着陸した。着陸から、1997年9月27日に最後の情報が送信されるまでの間に着陸機から16,500の画像が、ソジャーナから550の画像が送られ、15回以上火星の岩石や土の化学調査データや、風やその他の気象状況のデータが送られた。

### ビーグル2
ビーグル2号では小型の「モグラ」(PLUTO)と呼ばれる地表下探査装置が詰まれ、ロボットアームで展開される予定であった。PLUTOは圧縮バネ機構を持ち、分速20mmの速さで地表を移動し、火星地表に穴を彫り、地表の下にある物質試料を先端のくぼみに収集する予定であった。ビーグル2号は2003年に着陸に失敗したとされており、活動はできなかった。

### マーズ・エクスプロレーション・ローバー

#### スピリット
スピリットは2004年から2010年にかけて活動した火星探査車。NASAのマーズ・エクスプロレーション・ローバー計画の2機のローバーのうち1機であり、2004年1月4日4時35分に火星に着陸した。後続機オポチュニティより3週間早く、グセフクレーターに着陸している。名前はNASA公演の学生作文コンクールから選ばれたものである。2009年末、動きが取れなくなり、2010年3月22日に地球との最後の通信が行われた。

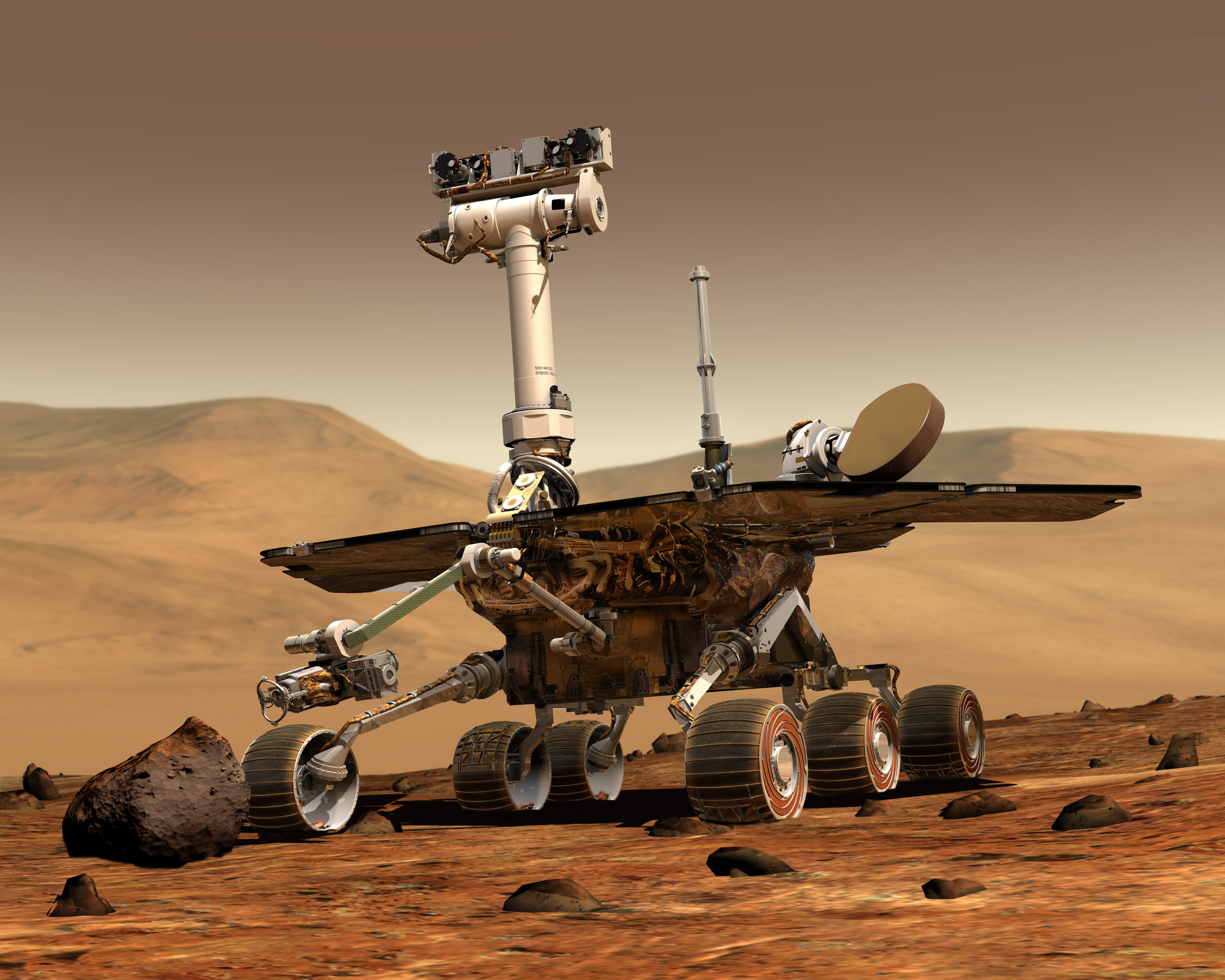
マーズ・エクスプロレーション・ローバー

### オポチュニティ
オポチュニティはマーズ・エクスプロレーション・ローバーの1機で2003年7月7日に打ち上げられ、スピリットの火星到達3週間後の2004年1月25日5時5分(火星時間13時15分)に火星にメリディアニ平原に着陸した。2014年7月28日、走行距離が25マイル（約40km）に達し、ルノホート2号の記録を抜き、41年ぶりに探査車による地球外の走行距離記録を塗り替えた。
2018年6月に砂嵐によって充電不能に陥って通信が途絶え、2019年2月14日にミッションが終了した。

### 玉兎号
玉兎号は、中華人民共和国の月探査計画嫦娥3号に搭載されたロボット月探査車である。嫦娥3号は2013年12月14日に月面軟着陸に成功し、玉兎号は翌15日より活動を開始した。
中国の最初の月探査車であり、中国国家航天局による嫦娥計画の第2フェイズとされている。観測開始後にトラブルに見舞われ、2014年の途中からは自走不能な状態となったが、観測機器は稼働を続けた。月面車の稼働記録を更新して2016年8月に活動を停止した。

### ミネルバ
日本のJAXAが小惑星に送った探査機。ミネルバは2005年に小惑星「イトカワ」に投下されたが、着陸に失敗。後継機のミネルバ2が2018年9月21日、地球から3億キロの距離にある小惑星「リュウグウ」の地表への着地に成功した。着陸後はジャンプして移動したことが撮影した写真により確認され、小惑星など重力の小さい天体上で、探査機が着陸・移動・写真撮影に成功したのはいずれも世界初の実績となった。

#### ミネルバⅡ
JAXAが開発した小型ローバー
上記のミネルバと同じく、跳ねて移動するため、車輪等の移動装置は搭載されておらず、本体内部にあるモーターの回転を利用して移動をする。
2018年9月22日、2機のローバーは着陸に成功、少なくとも１機が移動に成功した。

## 活動中の探査車

### キュリオシティ

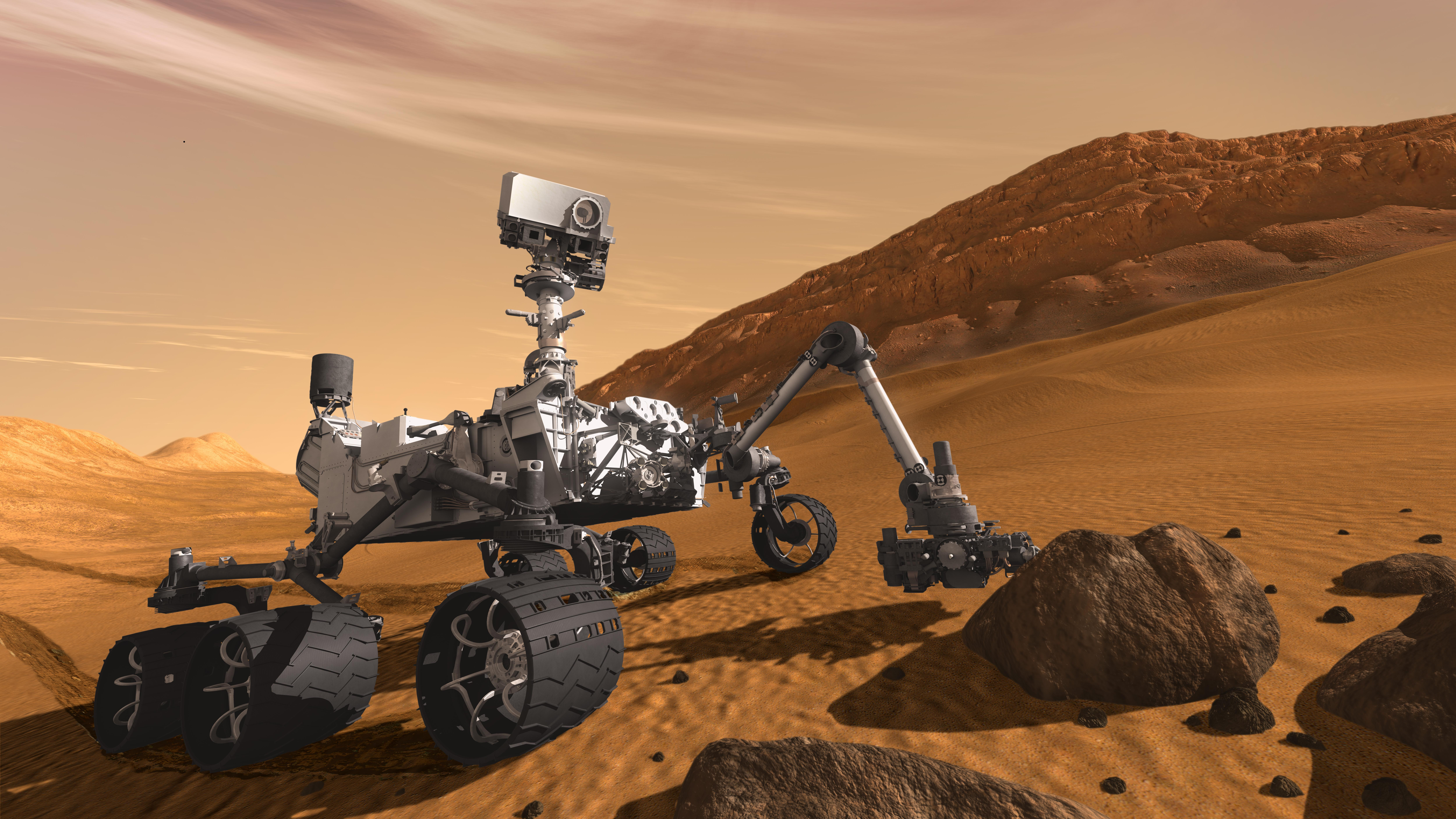
キュリオシティ

2011年11月26日、NASAのマーズ・サイエンス・ラボラトリーが成功裏に打ち上げられた。キュリオシティは2012年8月に成功裏に火星に着陸し、火星にこれまで生命が存在できたかや、過去・現在の火星の生命の可能性を調査するために探査を行っている。

## 計画中の探査車

### チャンドラヤーン2号
チャンドラヤーン2号計画はインドの探査計画で、オービターとローバーが構想されている。学生に探査車の設計を行う機会が与えられ、150人の学生が設計を提案し、そのうち6案が選定された。これらの案はインドリモートセンシングセンターで実演され、インド宇宙研究機構でも行う予定である。当初はランダーも含めたロシアとの共同計画とされ、ロシアの設計した探査車の重さは50kgで、6つの車輪を持ち太陽光パネルで発電して走行するものであった。極近くに着陸し、一年にわたって運用される予定であり、最大速度は360m/hで150km程度の探査を見込んでいる。当初、打ち上げは2014年を見込んでいたが、インド単独への計画に変更（その際にランダーは取りやめ）の後、2017年3月の報道では2018年の第一四半期に延期されている。

### エクソマーズ・ローバー
欧州宇宙機関(ESA)は現在2018年に打ち上げ予定のエクソマーズ計画で利用される予定の探査車、エクソマーズ・ローバーの試作型の設計と開発・試験を行っている。

### 将来の月面計画
2009年の時点で、NASAは将来の月計画のための計画を建てており、これは人間が乗り込む用途の探査車を含む予定である。